# 弘前市警察
弘前市警察（ひろさきしけいさつ）は、かつて存在した青森県弘前市の自治体警察。

## 概要
旧警察法の施行で、従来の青森県警察部が解体され、1948年（昭和23年）3月7日に弘前市警察署が設置された。
1954年（昭和29年）に旧警察法が全面改正される形で新警察法が公布された。これにより国家地方警察と自治体警察が廃止され、新たに都道府県警察が発足。弘前市警察も国家地方警察青森県本部と統合され、現在の青森県警察本部となった。

## 組織
1949年（昭和24年）時点
- 警務部
  - 警務課、会計課
- 刑事部
  - 捜査課、鑑識課
- 警備部
  - 警備課、行政課

## 主な事件
- 弘前大教授夫人殺し事件